# Begraafplaats van Argoules
De begraafplaats van Argoules is een begraafplaats ten zuiden van de plaats Argoules in het departement Somme in de regio Hauts-de-France.

## Militair graf
De begraafplaats telt 1 geïdentificeerd Brits graf uit de Tweede Wereldoorlog dat wordt onderhouden door de Commonwealth War Graves Commission, die de begraafplaats heeft ingeschreven als Argoules Communal Cemetery.